# Pauly Shore
Paul Montgomery «Pauly» Shore (født 1. februar 1968) er en amerikansk skuespiller og komiker. Han er bedst kendt for sine optrædener i komediefilm i 1990'erne. Shore begyndte sin karriere som stand-up komiker da han var 17. Senere blev han en MTV VJ i 1989. Dette førte til en hovedrolle i filmen Encino Man in 1992. Filmen var et moderat hit. Efter dette fulgte roller i andre film, eksempelvis Son in Law (1993) og Bio-Dome (1996).

## Tidligt liv
Shore blev født Paul Montgomery Shore, søn af Mitzi Shore, som ejede og drev The Comedy Store, og Sammy Shore, komiker og medstifter af The Comedy Store. Shore voksede op i Beverly Hills i Californien. Han gik på Beverly Hills High School.

## Karriere

### Stand-up karriere
Shore fik sin debut som stand-up komiker i en alder af 17 år. Han var kraftigt inspireret af sine forældres arbejde indenfor komedie og showbusiness. Indenfor standup blev Sam Kinison hans mentor, og Shore åbnede flere af hans sæt.

## Filmografi
| Årstal | Titel                                        | Rolle                     | Omsætning       |
| ------ | -------------------------------------------- | ------------------------- | --------------- |
| 1988   | For Keeps                                    | Retro                     | 96.4 mio. kr.   |
| 1988   | 18 Again!                                    | Barrett                   | 14.3 mio. kr.   |
| 1989   | Rock & Read                                  | Host                      |                 |
| 1989   | Lost Angels                                  | Dreng #3                  | 6.6 mio. kr.    |
| 1989   | Phantom of the Mall: Eric's Revenge          | Buzz                      |                 |
| 1990   | Wedding Band                                 | Nicky                     |                 |
| 1992   | Time Out: The Truth About HIV, AIDS, and You | Sig selv                  |                 |
| 1992   | Encino Man                                   | Stoney Brown              | 223.3 mio. kr.  |
| 1992   | Class Act                                    | Julian Thomas             | 73.15 mio. kr.  |
| 1993   | Son in Law                                   | Crawl                     | 200.2 mio. kr.  |
| 1994   | In the Army Now                              | Bones Conway              | 158.4 mio. kr.  |
| 1995   | A Goofy Movie                                | Robert "Bobby" Zimmeruski | 194.15 mio. kr. |
| 1995   | Jury Duty                                    | Tommy Collins             | 93.5 mio. kr.   |
| 1996   | Bio-Dome                                     | Bud Macintosh             | 73.7 mio. kr.   |
| 1996   | Playboy: The Best of Jenny McCarthy          | Sig selv                  |                 |
| 1997   | The Curse of Inferno                         | Chuck Betts               |                 |
| 1997   | Playboy: Jenny McCarthy, the Playboy Years   | Sig selv                  |                 |
| 1998   | Junket Whore                                 | Sig selv                  |                 |
| 1999   | King of the Hill                             | MTV DJ                    |                 |
| 2000   | An Extremely Goofy Movie                     | Robert "Bobby" Zimmeruski |                 |
| 2000   | Red Letters                                  | Anthony Griglio           |                 |
| 2000   | The Princess and the Barrio Boy              | Wesley                    |                 |
| 2001   | The Wash                                     | Mand i bagagerum          | 56.1 mio. kr.   |
| 2002   | Rebel Fish                                   | Sig selv /DVD Vært        |                 |
| 2003   | Pauly Shore Is Dead                          | Sig selv /Buckys Fætter   |                 |
| 2005   | My Big Fat Independent Movie                 | Sig selv                  |                 |
| 2009   | Opposite Day                                 | Robert Benson             |                 |
| 2010   | Adopted                                      | Sig selv                  |                 |
| 2010   | Stonerville                                  | Rod Hardbone              |                 |

## Links
- Pauly Shore på Internet Movie Database (engelsk)
- Pauly Shore på Scope
- Pauly Shore på Svensk Filmdatabas (svensk)
- Pauly Shore på AlloCiné (fransk)
- Pauly Shore på AllMovie (engelsk)
- Pauly Shore på Rotten Tomatoes (engelsk)
- Pauly Shore på The Movie Database (engelsk)
- Pauly Shore på Behind The Voice Actors (engelsk)